# Православна црква у Кулпину
Православна црква у Кулпину је посвећена Вазнесењу Господњем и налази се у центру насеља Кулпин.
Насеље Кулпин је било оснивано на четири различита места (Вињички, Пескара, Клиса и садашње место) где је на садашњем месту 10. јула1745. године четири брата Стратимировића Богић, Иван, Тома и Милош основало шести по реду Кулпин на даначњој локацији. У то време су Стратимировићи довели са собом и 200 српских породица.
Стратимировићи су куће у Кулпину саградили на ободу простране пољане – зване Долина, прво мале привремене, а затим веће, господске. Једна од њих налазила се на месту где је данас словачка евангеличка црква. Из тог времена је сачуван тзв. мали дворац (друга половина 18. века) и „велики дворац“ или „каштел“, изграђен 1826. године. На другој страни долине, преко пута, саграђена је православна црква, парохијални дом, српска школа и општинска кућа. Православни храм је грађен 1809–1813. Године.
Православна црква, Храм Светог вазнесења Господњег, грађен је на темељима старе дрвене цркве која је била покривена шиндром. Почетак изградње храма је из 1809. године а завршен је 1813. године. Цркву је подигла породица Стратимировић. Нема података о томе ко је био архитекта и по чијим плановима је црква грађена али је вероватно да су је градили немачки мајстори. Црква је једобродна грађевина базиликарког типа са торњем и апсидом која је оријентисана на исток како је то карактеристично за православне цркве. Црква је грађена по западном начину еклектичног је стила са комбинацијом неколико стилова прошлих епоха од којих се највише применјује барокни стил. Посвећена је Вазнесењу Исуса Христа (празник познат у народу под називом Спасовдан). Краси га велелепни иконостас, рад познатог војвођанског сликара Јована Клајића(иконостас је осликан у периоду 1846-1862. године). Садржај иконостаса је интересантан јер су поред уобичајеног не само 12 апостола већ и 4 велика и 12 малих пророка и у томе се огледа његова оригиналност. Чланови ктиторске породице Стратимировић су добили право да се сахрањују у цркви и ту у порти их је углавном већи део сахрањен. 
Списак свештеника 
Ово је списак досадашњих свештеника кулпинских од 1795. године када је званично основана парохија у Кулпину. Улазимо у 230. годину од постојања организованог Православног црквеног живота у нашем селу што свакако јесте велики и важан јубилеј. 
Изградња храма је завршена 1813. године.
1. Филип Јовановић од 1795 до 1802.
2. Симеон Маквешевић од 1802 – јануар 1824.
3. Тимотеј Ракић 1824-1825
4. Тимотеј Бранковић, отац патријарха Георгија Бранковића 1825-1859
5. Симеон Миодраговић 1859-1873
6. Љубомир Каћански 1873-мај 1902
7. Станко Протић 1902-1906
8. Јован Попић 1906 – 1946
9. Роман Николић 1946-1950
10. Кирил Зеленски 1950-1951
11. јеромонах Јевдоким (месец ипо дана) 1951
12. Владимир Керавица 1951-1958
13. Стеван Грујић 1958-1960
14. Владимир Павловић 1960-1969
15. Божидар Шијачић 1969-1981
16. Добрен Пожарев 
17. Радушко Штевић 
18. Милан Узуров 
19. Милош Јевросимов 
20. Јовица Мојсиловић 
21. Миленко Поповић
22. Раде Деспотовић 
23. Лазар Мајсторовић
24. Зоран Регодић 
25. Бранко Караћ 